# Індостан

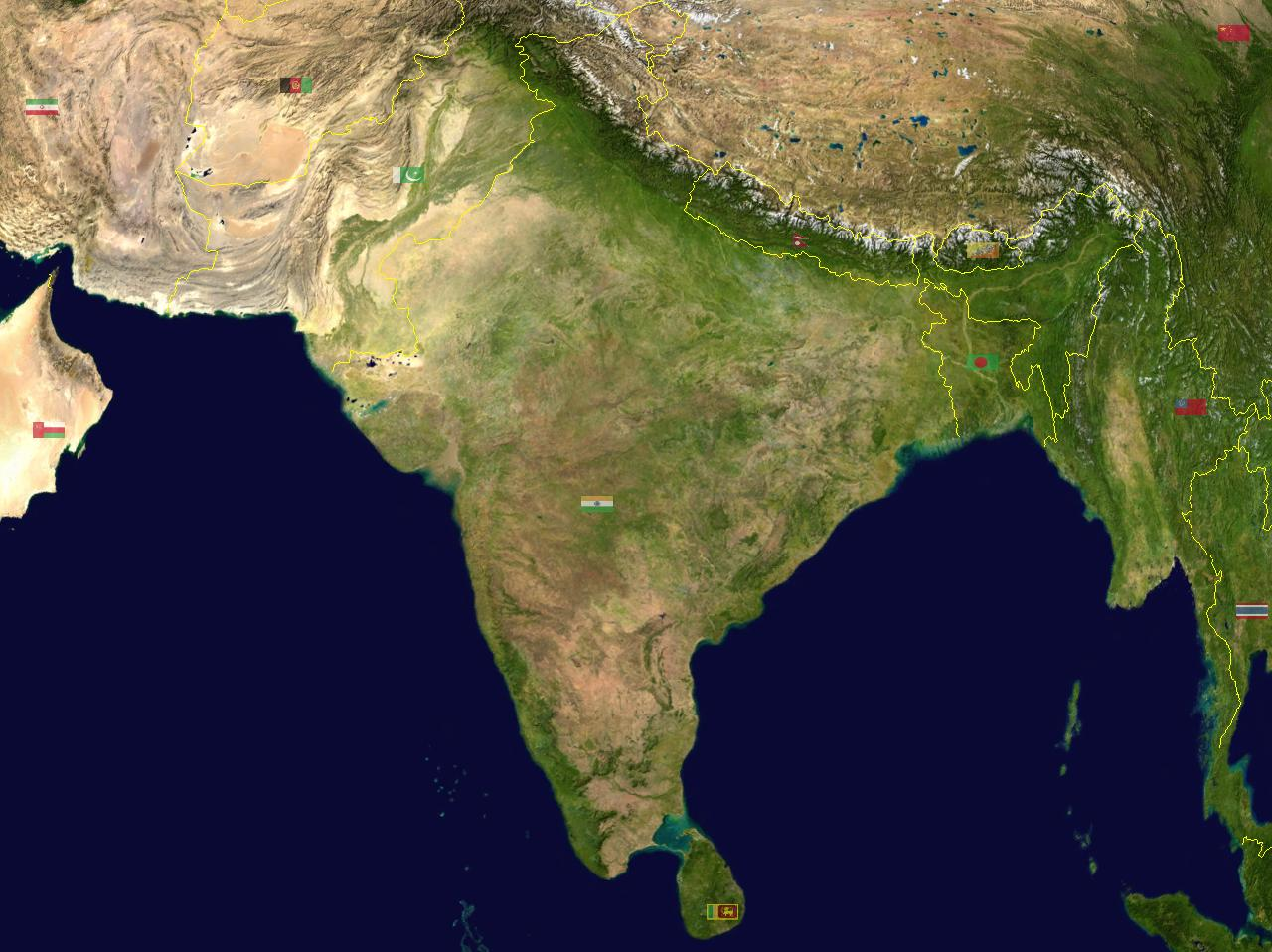
Індостан на мапі

Індостан (гінді हिन्दुस्तान [Hindustān], урду ہندوستان [Hindostān] від перс. Hindū — Інд + -stān) — півострів на півдні Азії. Площа 2 млн км². Практично вся територія Індостану належить Індії. Перські автори називають так всю Індію, західні європейці ж іменують так зазвичай тільки країну на північ від гір Віндг'я, тобто материкову частину країни.
На заході півострів омивається Аравійським морем, на сході — Бенгальською затокою Індійського океану. Умовна північна межа тягнеться від дельти Інду до дельти Гангу.
Західне узбережжя (Конкан і Малабарський берег) — вузька алювіальна низовина з бухтами і скелястими мисами, східне (Коромандельський берег) — абразивна рівнина з лагунами й пагорбами, складеними гранітами і гнейсами. Деканське плоскогір'я (середня висота близько 800 м) займає велику частину півострова і характеризується столово-ступінчастим рельєфом на північному заході та широким розповсюдженням полого-хвилястих пенепленів на кристалічній підвалині. Його західний підведений край (Західні Гати) уривається крутими сходами до океану, на сході розташовується група масивів скель різного походження, що об'єднується загальною назвою «Східні Гати». На півдні Індостану розташовані гори Нілгирі, Палні, Анаймалай (гора Анаймуді, 2698 м), Кардамонові, розчленовані на окремі масиви.

## Геологія
У кінці крейдового періоду — на початку палеогену в області сучасного Деканського плоскогір'я утворилися могутні відклади базальтів; тоді ж відбулося опускання околиць платформи по берегах Аравійського моря і Бенгальської затоки. У кайнозої продовжувалися опускання приокеанічних прогинів, а в міоцені виник грабен — протока, що відокремила Цейлонський горст від решти платформи. У кінці кайнозою по північно-західній, північній і північно-східній периферії платформи піднялися великі підвищення Сулейманових гір, Гімалаїв тощо, уздовж підніжжя яких утворилася система передових прогинів. Надра багаті на корисні копалини. З метаморфічними породами і гранітами платформового фундаменту пов'язані великі родовища залізних і марганцевих руд, золота, кольорових металів, графіту, рідкісних елементів тощо, в осадовому чохлі поміщені поклади вугілля, нафти; є розсипи алмазів, монациту.

## Клімат
Клімат субекваторіальний мусонний. Середня температура січня 21 °C (на півночі), 29 °C (на півдні); у травні сягає +40 °C. Річна сума опадів в центральній частині півострова близько 700 мм, на навітряних схилах до 3000 мм. До 90 % опадів випадає під час літнього мусону (з травня по жовтень). Більшість річок перетинають Індостан із заходу на схід у тектонічних долинах, де широкі алювіальні рівнини чергуються з порожистими ущелинами. При впаданні в Бенгальську затоку річки часто утворюють дельти. Річки басейну Аравійського моря зазвичай короткі, мають велике падіння. Виняток становлять тільки великі річки Нарбада і Тапті на півночі півострова. Живлення річок дощове, режим мусонний з літньо-осінньою повінню. Часті повені. Судноплавні Ґодаварі, Крішна і пониззя річок Нарбада і Тапті. Річки широко використовуються для зрошування. Ґрунти червоноколірні, на базальтах — чорні тропічні («регури»). Природна рослинність — вологі тропічні вічнозелені ліси на навітряних схилах Західних Гат, мусонні листопадні (з тика і сала), саванні ліси й савани в центральній частині, мангрові ліси в дельтах. Природні ландшафти на великих просторах сильно змінені. Панує культурна савана — гаї пальм і фруктових дерев посеред ланів. Тваринний світ сильно винищений, збереглися індійські слони, леви, дикі бики, тигри, пантери, багато мавп, плазунів, птахів.